# Маросейка
У́лица Маросе́йка (в 1954—1990 годах — у́лица Богда́на Хмельни́цкого) — улица в Центральном административном округе Москвы (Басманный район). Проходит от площади Ильинские Ворота до улицы Покровка (пересечение с Армянским и Старосадским переулками). Нумерация домов ведётся от площади Ильинские Ворота. Кроме упомянутых, на улицу выходят переулки: c нечётной, северной стороны — Большой Златоустинский, а с чётной — Большой Спасоглинищевский и Петроверигский.

## Происхождение названия
Маросейка является частью древней Покровской улицы и получила своё название в XVII веке по Малороссийскому подворью (с искажением Малоросейка — Маросейка), которое находилось на углу Маросейки и Большого Златоустинского переулков, на месте нынешних домов 9 и 11. В подворье останавливались приезжавшие из Малороссии купцы, дипломаты, духовные деятели и другие.
В XVII веке Маросейка простиралась до Покровских ворот. Деление старой Покровки на Покровку и Маросейку установилось в первой половине XIX века (на атласе 1853 года улицы показаны в их нынешних границах).
6 января 1954 года постановлением Моссовета в ознаменование 300-летия воссоединения Украины с Россией Маросейка была переименована в улицу Богдана Хмельницкого. В 1990 году улице было возвращено историческое наименование.

## История
В XV—XVI веках на Покровке располагались царские сады; «царская дорога» по Маросейке в Преображенское и Измайлово привлекала знать. В 1638 году из 83 домов на Маросейке 62 занимали представители боярских семей. В то же время на улице селились иностранцы. Сокращение православной паствы побудило духовенство искать защиты у Михаила Фёдоровича, и в 1643 году вышел указ, запрещавший скупку дворов иностранцами и закрывший т. н. ропаты — лютеранские молитвенные дома. Алексей Михайлович в 1652 году и вовсе выселил всех европейцев из города — в Немецкую слободу. В конце XVII — начале XVIII века на Маросейке жили Артамон Матвеев, Иван Милославский, Иван Мазепа.
После петровских реформ иностранцы вновь вернулись на Маросейку. В нынешнем Армянском переулке обосновалась купеческая династия армян Лазаревых, ставшая ядром московской армянской общины. На Маросейке жил полководец П. А. Румянцев-Задунайский, князья Барятинские, Салтыковы. Однако после пожара 1812 года, уничтожившего южную сторону улицы, все дома перешли в руки купечества. В 1840-е годы новый владелец дома Румянцева, купец Каулин, уничтожил росписи интерьеров[значимость факта?], а в 1880-е годы дом был полностью перестроен купцами Грачёвыми под торговое подворье; здесь базировалась Городская аукционная контора.
В 1900-е—1910-е годы Маросейку перестраивают архитекторы И. А. Иванов-Шиц и М. С. Лялевич, но большая часть улицы и по сей день сохраняет застройку первой половины XIX века.

## Примечательные здания

### По нечётной стороне
- № 1/4 — одна из частей Политехнического музея.

- № 3/13, стр. 1 — Здание Птицеводсоюза[2] (1928—1929, архитектор В. Д. Цветаев; в основе — корпуса Николо-Угрешского подворья); до 1991 года здесь находился ЦК ВЛКСМ), с 1992 — Российский союз молодёжи. Выявленный объект культурного наследия[3].
- № 5 — Храм Николая Чудотворца в Клённиках (Никола в Блинниках), 1657, колокольня 1749[4].
- № 5, стр. 2 — Дом причта церкви Николая Чудотворца в Клённиках.
- № 7/8, стр. 1 — Здание Товарищества печатания, издательства и книжной торговли И. Д. Сытина (1913—1914, архитектор А. Э. Эрихсон). Ранее здесь находилась усадьба Шаховских. Заявленный объект культурного наследия[3]. Здесь размещались склады, конторские помещения, квартиры, а также главный книжный магазин Товарищества. В доме жили советский государственный и партийный деятель А. Ф. Горкин[5]; ведущий кинодраматург, а впоследствии — автор и ведущий «Кинопанорамы» Алексей Яковлевич Каплер[источник не указан 2559 дней].
- № 9/2, стр. 1-1А — Доходный дом П. А. Хвощинского (1872, архитектор И. П. Миронов; 1896, архитектор И. П. Залесский[3])
- № 9/2, стр. 6 — Жилой дом П. А. Хвощинского (1816; 1893, арх. И. А. Иванов-Шиц; 1910, П. Л. Щетинин). Объект культурного наследия регионального значения[3]
- № 9/2, стр. 7, 8 — Городская усадьба, XVIII в.- нач. XX в. (на месте бывшего Малороссийского подворья, 1669—1730 гг.)[3]

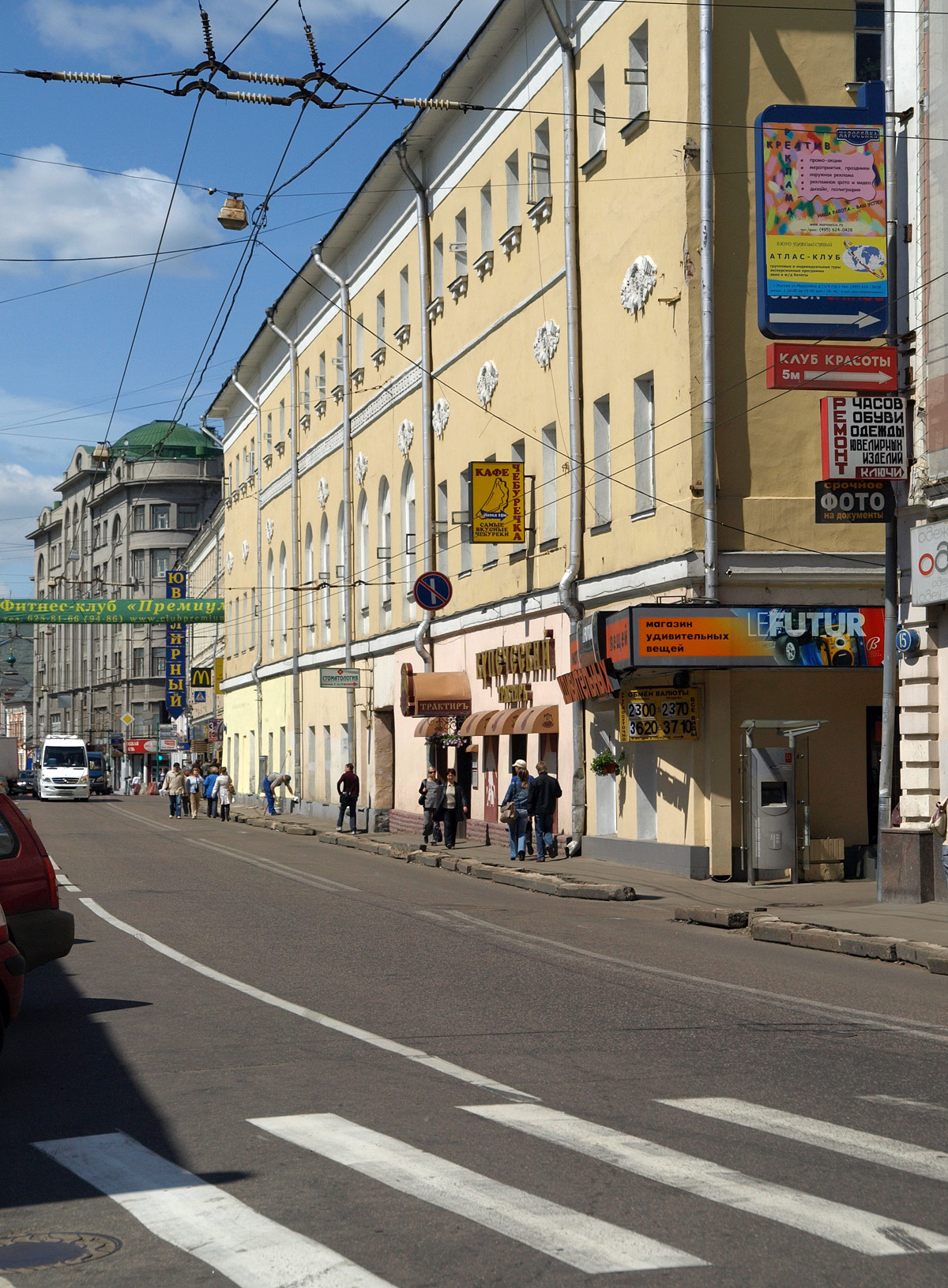
Дом № 11

- № 11, стр. 1 — Дом Нарышкина — Рагузинских. Первоначально здесь жили, в основном, иностранцы, среди них — ганзейский купец Д. Н. Рутц. В конце XVII в. Н. Ф. Нарышкин выстроил по линии улицы палаты, от которых остались, восстановленные в 1950-е гг., фрагменты белокаменного декора на дворовом фасаде и своды в двух первых этажахглавного корпуса (кроме зала). В 1702 году здесь разместилась гимназия пастора Э. Глюка, которая после пожара 1707 годы была переведена в другое место, а усадьба была пожалована сербу С. Л. Владиславичу, при котором был надстроен узкий третий этаж; в большой палате, как известно из письма С. Л. Рагузинского Ф. М. Апраксину, вокруг стен были устроены хоры. В 1764 году владение перешло к М. Д. Кантемиру (1703—1771), брату А. Д. Кантемира. Около 1801 года в альбоме Казакова здание зафиксировано как владение Н. В. Репнина. Малороссийское подворье (XVII—XVIII вв.; надстройка 3 этажа и оформление уличного фасада начала XIX в.), объект культурного наследия федерального значения[3]. В 1825 году владение перешло к Человеколюбивому обществу — в это время была ликвидирована барочная декорация фасада и надстроены двухэтажные крылья здания[4].
- № 11/4, стр. 2, 3 — Жилой дом для служащих Московского Императорского Человеколюбивого общества (1875, архитектор Г. Б. Пранг; 1990-е гг.); на втором этаже размещалась домовая церковь. Ценный градоформирующий объект[3]
- № 13, стр. 1 — Доходный дом А. В. Лобзева (1906, архитектор Яковлев). Ценный градоформирующий объект[3]
- № 13, стр. 2 и 3 — Доходные дома А. В. Лобзева (1905, архитектор Э. К. Нирнзее). Объект культурного наследия регионального значения и ценный градоформирующий объект[3].
- № 15, стр. 1 — Доходный дом с магазинами А. Е. Шелагина (1873). Ценный градоформирующий объект[3]
- № 17/6 — Здание, известное как дом П. А. Румянцева, было выстроено в стиле переходном от барокко к классицизму в 1780-х гг. для М. Р. Хлебникова — заказчика строительства церкви Космы и Дамиана.; в 1793 году продан фельдмаршалу Румянцеву. В 1812 году, во время французской оккупации города здесь располагался муниципалитет[источник не указан 1015 дней]. В 1840-е годы Румянцевы переехали в Санкт-Петербург и дом перешёл к купцам Грачёвым, потомки которых здесь жили до прихода советской власти; в 1870-х здесь располагалось правление Либаво-Роменской железной дороги, потом четыре года квартировал его председатель В. К. фон Мекк; с июля 1888 в одной половине бельэтажа городская аукционная камера; в 1912 году на втором этаже находился московский филиал фирмы «Сименс-Шукерт»; ныне посольство Белоруссии в России[6]. Большинство исследователей приписывают авторство дома В. И. Баженову, М. Ф. Казаков, вероятно, был автором показанного в его альбоме оформления парадного зала для Румянцева[4][7]. Перестроен в 1880-е годы архитектором Г. А. Кайзером.
- № 17/6, стр. 2,  ЦГФО — доходный дом (1871; 1877; 1925; 1946, архитектор Ф. М. Овчинников; 1990-е)[3].

### По чётной стороне
- № 2/15,  памятник архитектуры (региональный) — городская усадьба В. П. Разумовской — В. Д. Поповой — Еремеевых (конец XVIII — середина XIX веков, архитектор В. А. Балашов, техник архитектуры А. Н. Кнабе)[3]. Ранее на этом месте находился Покровский великокняжеский монастырь, известный с 1479 года, затем — упразднённая в 1777 году церковь Покрова.

В 1812 году дом занимал маршал Франции Мортье, назначенный Наполеоном губернатором Москвы; согласно альманаху на 1826 год, в доме жил московский уездный предводитель дворянства Г. А. Хомутов.
- № 2/15, стр. 1 (часть),  памятник архитектуры (региональный) — жилой флигель городской усадьбы В. П. Разумовской — В. Д. Поповой — Еремеевых с торговыми помещениями (1790-е; 1800-е — 1810-е ; 2-я половина XIX века)[3].
- № 2/15, стр. 1 (часть),  памятник архитектуры (вновь выявленный объект) — доходный дом купцов Еремеевых с номерами и гостиницей (1852—1854, в основе здания — флигель усадьбы В. П. Разумовской, 1797). В начале XX века здесь было общежитие Центросоюза[3].
- № 4/2, стр. 1 (на углу с Большим Спасоглинищевским переулком),  ЦГФО — жилой дом купца П. М. Гусятникова — доходное владение И. И. Еремеева (конец XVIII века (?), 1817, 1878).
- № 6-8, стр. 1 (часть),  памятник архитектуры (региональный) — доходный дом с лавками, начало XIX — начало XX веков (в основе здания — главный дом и флигели городских усадьб В. П. Измайлова, Я. А. Голицына, А. В. Репнина, 1770—1790)[3]. В этом доме с 1993 по 2005 год располагался магазин бытовой техники и электроники «М.Видео».
- № 6-8, стр. 1 (часть),  памятник архитектуры (вновь выявленный объект) — главный дом городской усадьбы Салтыковых (1760—1770)[3].
- № 10 — доходный дом Р. А. фон Кольбе (1882, архитектор Н. В. Карнеев; 1899, архитектор Э. С. Юдицкий). В 1930-е годы дом был надстроен двумя этажами. Здесь жил физик П. Н. Лебедев.
- № 10/1, стр. 3,  ЦГФО — жилой дом (1930-е, архитектор М. И. Бабицкий)[3]. В рамках гражданской инициативы «Последний адрес» на доме установлены мемориальные знаки с именами служащего Г. Ю. Рубинштейна[9], военного Г. И. Килачицкого и шофёра Г. Л. Шрейбер-Альтмана[10], расстрелянных в годы сталинских репрессий.
- № 12, стр. 1 — здание Товарищества российско-американской резиновой мануфактуры «Треугольник» (1914—1916, архитектор М. С. Лялевич[3]). После октябрьской революции использовалось как административное здание: здесь располагался «Резинотрест», затем Научно-исследовательский институт резиновой промышленности, Министерство химической промышленности СССР, Федеральная служба налоговой полиции, Федеральная служба по контролю за оборотом наркотиков. В настоящее время здание занимает Федеральная служба войск национальной гвардии Российской Федерации.
- № 14/2, стр. 3,  памятник архитектуры (федеральный) — Церковь Космы и Дамиана на Маросейке (1791—1793, архитектор М. Ф. Казаков). Отделка была закончена к 1803 году, существующая ограда установлена в 1972 году[3].

## Улица в художественной литературе и искусстве
- У Петра Вяземского Маросейка выступает символом старой Руси:

Русь в кичке, в красной душегрейке,

Она как будто за сто лет,

Живёт себе на Маросейке,

А до Европы дела нет.

- В романе «Война и мир» Л. Н. Толстой написал, что «у угла Маросейки, против большого, с запертыми ставнями дома» перед самым приходом французов мастера пришли брать расчёт, а хозяин уже покинул его.
- Семён Кирсанов обыграл название улицы (и его украинские коннотации) в стихотворении «Сентябрьское» (1925):

Моросит на Маросейке,

на Никольской колется...

Осень, осень-хмаросейка,

дождь ползёт околицей.

- Подвиги налоговых полицейских из ФСНП вдохновили на создание сериала «Маросейка, 12».
- В советском кинофильме «Дикая собака Динго» с этой улицы, из несуществующего д. 40, приходит письмо героине фильма Тане (в исполнении Галины Польских).

## Общественный транспорт
- Станция метро «Китай-город».
- Автобусы м3, м3к, н3, н15.